# Жан Кевин Дуверн
Жан Кевин Дуверн (фр. Jean-Kévin Duverne; Париз, 12. јула 1997) француски је фудбалер који тренутно игра за Брест.
Пореклом је из Хаитија. Године 2018. позван у репрезентацију Француске у узрасту до 20. година старости за међународни турнир у Тулону.